# Mónica González
Pour les articles homonymes, voir González.
Mónica Christine González Canales, née le 10 octobre 1978 à Corpus Christi (États-Unis), est une footballeuse mexicaine des années 1990 et 2000.

## Biographie
Mónica González est internationale mexicaine de 1997 à 2007, assurant le capitanat de la sélection de 2003 à 2007. Elle est quart-de-finaliste des Jeux olympiques d'été de 2004, participe à la Coupe du monde de football féminin 1999 (où les Mexicaines sont éliminées au premier tour), et termine troisième de la Gold Cup féminine en 2002 et en 2006.
Elle évolue au niveau universitaire au Fighting Irish de Notre Dame avant de rejoindre en 2002 les Boston Breakers où elle évolue deux saisons.
Après avoir mis un terme à sa carrière sportive, elle devient consultante pour ESPN lors de la Coupe du monde de football féminin 2011 puis commentarice à partir de septembre 2011.